# 4919 Вишневська
4919 Вишневська (4919 Vishnevskaya) — астероїд головного поясу, відкритий 19 вересня 1974 року.
Тіссеранів параметр щодо Юпітера — 3,569.